# Округ Лаудон (Вирџинија)
Лаудон (енгл. Loudoun County) је округ у америчкој савезној држави Вирџинија.

## Демографија
По попису из 2010. године број становника је 312.311, што је 142.712 (84,1%) становника више него 2000. године.
| Група             | 2000.           | 2010.           |
| Белци             | 134.972 (79,6%) | 194.845 (62,4%) |
| Афроамериканци    | 11.683 (6,9%)   | 22.710 (7,3%)   |
| Азијати           | 9.067 (5,3%)    | 46.033 (14,7%)  |
| Хиспаноамериканци | 10.089 (5,9%)   | 38.576 (12,4%)  |
| Укупно            | 169.599         | 312.311         |